# فرناندو أوقستو
فرناندو أوقستو هو لاعب كرة قدم برازيلي، ولد في 25 يوليو 1993 في البرازيل. لعب مع نادي بيليستر.